# Achslast
Die Achslast, auch Achsfahrmasse, Achsdruck, Radsatzfahrmasse, Radsatzlast oder Raddruck genannt, eines Fahrzeugs ist der Anteil der Gesamtmasse (Eigenmasse + Masse der Ladung), der auf eine Achse bzw. einen Radsatz dieses Fahrzeugs entfällt.
Die Achslast wird in Tonnen (t) angegeben.
Bei gleichmäßiger Verteilung der Last und des Eigengewichts eines Fahrzeugs sind alle Achsen gleich belastet:
{\displaystyle {\text{Achslast}}={\frac {{\text{Eigengewicht des Fahrzeugs}}+{\text{Ladungsgewicht}}}{\text{Achsanzahl des Fahrzeugs}}}}.
Neben der effektiven Achslast ist auch die durch die Fahrgeschwindigkeit hervorgerufene dynamische Achslast entscheidend für den Verschleiß.
Die zulässigen Achslasten werden in Deutschland für den Straßenverkehr im § 34 StVZO festgelegt, für den Eisenbahnverkehr im § 8 EBO.

## Straßenverkehr

Zeichen 263 nach § 40 StVO: Verbot für Fahrzeuge über der angegebenen tatsächlichen Achslast

Hohe Achslasten wirken sich überproportional auf den Verschleiß der Fahrbahn und einhergehende Folgeschäden (Schlaglöcher) aus. Ein Großversuch zu den Ursachen von Straßenverschleiß der American Association of State Highway and Transportation Officials (AASHO) aus den 1950er Jahren zeigte, dass das Schädigungsausmaß mit der vierten Potenz der Achslast ansteigt; eine Verdoppelung der Achslast schädigt also die Fahrbahndecke 16-mal so stark wie die Ausgangslast, eine Vervierfachung verursacht bereits den 256-fachen Schaden. Deshalb ist in den meisten Staaten die im regulären Verkehr maximal zulässige Achslast gesetzlich festgelegt. (Siehe auch: AASHO Road Test.)
Die Achs- bzw. Radsatzlast wird bei Rädern, die paarig gegenüberliegend und mit Rotationsachsen auf gleicher räumlicher Höhe – gemeint ist Stelle in Bezug auf die Fahrzeuglängsrichtung – angeordnet sind, jedoch keine physisch verbindende Achse bzw. Welle haben, mit der halben Zahl der Räder errechnet. Doppelreifen werden dabei als Einzelräder gezählt.

### Lkw
Lkw- und Sattelzüge, die die heute weit verbreitete Grenze der maximal zulässigen Gesamtmasse von 40 t ausnutzen, werden in der Regel mit fünf Achsen (Radsätzen) gebaut, von denen jede mit 8 t belastet wird. Die Räder der lenkenden ersten Achse sind Einzelräder von mitunter etwas größerem Durchmesser. Die Folgeachsen weisen häufig Zwillingsbereifung auf.
Schwere Lkw fahren typischerweise mit 8 bar Reifendruck. Wird eine einzelbereifte Achse mit 8 t belastet, entstehen idealisiert 1000 cm2 Aufstandsfläche, vereinfacht ein Rechteck von 20 × 25 cm Größe je Reifen.

### Selbstfahrer
Für Sondertransporte (schwer, lang, breit und/oder hoch) werden Selbstfahrer eingesetzt. Diese sind im Wesentlichen steife und kuppelbare Plattformen mit rasterförmig angeordneten, einzeln lenkbaren und hydraulisch definiert belasteten Radpaaren (isostatische Federung). Zwei Räder sitzen dabei auf einer mechanischen Achse, sehr nahe der mittigen, zumeist lenkbaren Aufhängung dieser Achse am Fahrzeug. Auf Höhe einer gedachten, geometrischen Achse des Fahrzeugs liegen typischerweise vier solcher Radpaare, also acht Reifen; jedoch ein Mehrfaches davon, wenn Selbstfahrer seitlich aneinander gekoppelt werden.

## Schienenverkehr
Die zulässige Achslast und die zulässige Meterlast einer Strecke legen ihre Einordnung in eine Streckenklasse fest.
Die meisten Hauptbahnstrecken in Deutschland sind für Radsatz- bzw. Achslasten von 22,5 t zugelassen. Als höchste von einem Eisenbahnunternehmen verwendete Radsatz- bzw. Achslast sind 40 t bei der Fortescue Railways in Australien bekannt. Bei Straßenbahnen sind maximale Radsatzlasten von etwa 10 t üblich. Bei Niederflurstraßenbahnen werden seit einigen Jahren Portalachsen verbaut, deren Radpaare nicht durch eine (kurze, direkte) mechanische Achse verbunden sind.
Aus der Achslast können streckenklassenabhängige Geschwindigkeitsbeschränkungen folgen, um den Verschleiß des Oberbaus zu begrenzen.
Als außergewöhnliche Sendung können die meisten Achslastüberschreitungen behandelt werden, solange es die Bauart des Wagens zulässt. Große Unterschiede zwischen den Achslasten eines Wagens sind jedoch besonders aufmerksam zu behandeln, da sie die Entgleisungswahrscheinlichkeit stark erhöhen.

## Begriffsdiskussion
In der Vergangenheit wurde das Problem diskutiert, dass es sich bei der Achslast um ein Homonym handelt. Sie bezeichnet einerseits, welche Masse eine Achse trägt. Der Begriff wird andererseits aber auch verwendet, um die Kraft zu beschreiben, die eine Achse über die Räder auf die Fahrbahn ausübt. Dies sind zwei verschiedene Dinge, die auch unterschiedliche Einheiten (Kilogramm, Newton) haben. In einer zeitgenössischen Quelle wurde empfohlen, den Begriff der Achslast nur im Zusammenhang mit einer Kraft zu verwenden, während für Masse-Angaben eher von Tragfähigkeit zu sprechen sei. Zu beachten ist in dem Zusammenhang, dass Massen nicht als Kräfte (etwa Pfeile in Abbildungen) dargestellt werden dürfen. Demnach enthält das heutige Verkehrszeichen 263 zur Achslast eine inkorrekte Darstellung.